# Thomas Graals myndling
Thomas Graals myndling är en svensk stumfilm från 1922 i regi av Gustaf Molander.

## Om filmen
Filmen premiärvisades 9 oktober 1922. Inspelningen skedde i Sigtuna med exteriörer från Stockholms skärgård, Visby och Lidingö av Adrian Bjurman. Filmen är en fristående fortsättning av Thomas Graals bästa film och Thomas Graals bästa barn. Filmen var länge försvunnen men 2001 återfanns en kopia som idag finns i Filminstitutets filmarkiv.

## Rollista i urval
- Einar Axelsson – Paul Graal, student
- Vera Schmiterlöw – Babette Jesperson
- Nils Arehn – Thomas Graal, Pauls farbror och förmyndare
- Carl Browallius – Elias Jesperson, Babettes far, pianostämmare
- Olof Molander – baron Zoll
- Torsten Winge – student
- Harry Roeck-Hansen – student
- Semmy Friedmann – student
- Eugen Nilsson – hovmästaren på Botaniska trädgårdens restaurang
- Georg Blomstedt – poliskonstapeln
- Josua Bengtson – kapellmästare
- Gull Natorp – damen som får sitt piano stämt
- Georg Fernquist – baron Zolls betjänt
- Ragnar Arvedson – gäst på Bjerre badrestaurant
- Tekla Sjöblom – Pauls inackorderingstant